# Kommissarin Lucas – Das Verhör
Kommissarin Lucas – Das Verhör ist eine Episode aus der deutschen Krimiserie Kommissarin Lucas, die im ZDF ausgestrahlt wird. Diese spezielle Episode wurde erstmals im Jahr 2006 ausgestrahlt und fällt in das Genre des Kriminalfilms. Die Regie führte Thomas Berger, der für seine präzise und spannungsgeladene Inszenierung bekannt ist.

## Handlung
Die Episode Das Verhör beginnt mit einem dramatischen Ereignis: Ein bewaffneter Banküberfall mit Geiselnahme, bei dem Kommissarin Ellen Lucas, gespielt von Ulrike Kriener, gezwungen ist, den Täter zu erschießen, um die Geiseln zu schützen. Dieses Ereignis hinterlässt tiefe Spuren bei der Kommissarin, die sich nicht nur mit den Nachwirkungen dieser traumatischen Erfahrung auseinandersetzen muss, sondern auch den Tod ihres Ehemanns verarbeiten muss, der bis dahin im Koma lag.
Kurz nach diesem Vorfall wird der elfjährige Oscar Mayerhoff, gespielt von Hayo Bertram, entführt. Die Entführung führt zu einer schnellen und intensiven Ermittlung durch Kommissarin Lucas und ihr Team. Bei der Lösegeldübergabe gelingt es dem Team, den vermeintlichen Täter, den 27-jährigen BWL-Studenten Markus Welke, gespielt von Marek Harloff, zu fassen. Trotz starker forensischer Beweise und Zeugenaussagen bestreitet Welke vehement, die Tat begangen zu haben.
Die Situation eskaliert weiter, als Welke sich weigert, den Aufenthaltsort des Jungen preiszugeben, selbst nach zahlreichen Verhören. Er versucht sogar, eine Strafmilderung zu erpressen, indem er die prekäre Lage des Jungen ausnutzt, der ohne Nahrung in seinem Versteck nicht mehr lange überleben kann. Dies stellt das Team vor eine moralische Zerreißprobe, da interne und öffentliche Forderungen laut werden, die gesetzlichen Bestimmungen zu umgehen und den Täter unter Druck zu setzen.

## Hauptprotagonisten
Die Hauptfigur, Kommissarin Ellen Lucas, dargestellt von Ulrike Kriener, steht im Zentrum der Charakterentwicklung. Nach einem traumatischen Erlebnis, bei dem sie einen Bankräuber während einer Geiselnahme erschießen musste, kämpft sie mit den psychologischen Nachwirkungen dieser Tat. Dieses Ereignis beeinflusst ihre Entscheidungen und ihr Verhalten im aktuellen Fall. Ihre Handlungen spiegeln einen inneren Konflikt wider, der durch das Spannungsfeld zwischen gesetzlicher Pflicht und moralischer Verantwortung gekennzeichnet ist. Ihre Fähigkeit, Empathie für die Opfer zu zeigen, während sie gleichzeitig die Grenzen des Gesetzes respektiert, wird auf eine harte Probe gestellt.
Markus Welke, gespielt von Marek Harloff, ist der vermeintliche Entführer. Seine Figur ist komplex und bietet Einblicke in die Schwierigkeiten der polizeilichen Arbeit, wenn klare Beweise gegen einen Verdächtigen sprechen, dieser jedoch seine Unschuld beteuert. Welkes hartnäckiges Schweigen und seine Weigerung, mit den Ermittlern zu kooperieren, treiben die Handlung voran und erhöhen die Spannung der psychologischen Auseinandersetzung.

## Zentrale und kritische Themen
Ein zentrales Thema der Episode ist das moralische Dilemma, mit dem sich die Polizei konfrontiert sieht: Wie weit darf man gehen, um ein Menschenleben zu retten? Diese Frage wird durch die Dringlichkeit des Falles, in dem das Leben eines Kindes auf dem Spiel steht, verschärft. Die Episode stellt die Herausforderungen dar, die entstehen, wenn die Notwendigkeit, schnell zu handeln, mit den Prinzipien der Rechtsstaatlichkeit kollidiert.
Die Episode behandelt auch das Thema Opferschutz versus Täterschutz. Dies wird besonders deutlich in der Darstellung der polizeilichen Maßnahmen und der Entscheidungen, die getroffen werden müssen, wenn der Verdächtige nicht kooperiert. Die Spannungen innerhalb des Ermittlungsteams, wie weit man gehen darf, um Informationen zu erzwingen, spiegeln die gesellschaftliche Debatte über diese Themen wider.
Die psychologische Belastung, die auf den Charakteren lastet, insbesondere auf Kommissarin Lucas, ist ein weiteres wichtiges Thema. Die Episode zeigt, wie persönliche Integrität und professionelle Verantwortung unter extremem Druck stehen können. Lucas’ Kampf, ihre eigenen Traumata zu bewältigen, während sie gleichzeitig versucht, gerecht und effektiv zu handeln, verleiht der Episode eine tiefere menschliche Dimension.
Insgesamt bietet Kommissarin Lucas – Das Verhör eine reiche Palette an Themen und Charakterentwicklungen, die die Zuschauer dazu anregen, über die Grenzen der Gesetze, die Natur der Gerechtigkeit und die menschliche Psyche nachzudenken. Die Episode ist ein eindrucksvolles Beispiel dafür, wie eine Krimiserie komplexe ethische Fragen aufgreifen und gleichzeitig spannend und unterhaltsam bleiben kann.

## Produktion und Veröffentlichung
Thomas Berger, der bereits mehrere Episoden der Serie inszeniert hatte, führte auch bei Das Verhör Regie. Das Drehbuch wurde von Christian Jeltsch in Zusammenarbeit mit Thomas Berger geschrieben, was für eine kontinuierliche Erzählqualität und Charakterentwicklung innerhalb der Serie sorgt.
Die Produktion wurde von der Olga Film übernommen, einem Unternehmen, das für die Produktion der gesamten Serie verantwortlich ist. Die Produzenten Viola Jäger, Harald Kügler und Molly von Fürstenberg waren maßgeblich an der Entwicklung der Episode beteiligt. Diese Zusammenarbeit gewährleistete, dass die Episode sowohl inhaltlich als auch technisch den hohen Standards der Serie entsprach.
Die Dreharbeiten fanden hauptsächlich in Regensburg und Umgebung statt, was der Serie ihren charakteristischen regionalen Charme verleiht. Diese authentischen Schauplätze tragen zur Atmosphäre der Serie bei und ermöglichen eine realistische Darstellung der Handlung.
Die Kameraführung lag in den Händen von Torsten Breuer, dessen Arbeit die visuelle Erzählung der Serie prägt. Der Schnitt wurde von Monika Abspacher durchgeführt, die dafür sorgte, dass die Spannung und das Tempo der Episode den Erwartungen des Publikums entsprachen.
Das Verhör wurde am 22. April 2006 zur Hauptsendezeit im ZDF erstausgestrahlt. Diese Platzierung zeigt die Bedeutung der Episode innerhalb der Serie und die Erwartungen des Senders an die Zuschauerresonanz.
Die Episode wurde ursprünglich in der ersten Box der DVD-Sammlung der Serie aufgenommen, jedoch aufgrund von lizenzrechtlichen Gründen später aus dieser Sammlung entfernt. Trotz eines Urteils des Landgerichts Koblenz, das die Ausstrahlung und Verbreitung des Films nicht untersagte, wurde die Episode in späteren Veröffentlichungen nicht mehr berücksichtigt. Am 8. Oktober 2010 veröffentlichte die Edel Germany eine Gesamtbox mit den ersten zwölf Filmen der Serie, aus der ebenfalls die vierte Folge ausgelassen wurde.

## Rezeption
Die Kritiker der Fernsehzeitschrift TV Spielfilm lobten die Episode besonders für ihr „eindringliches, brisantes Psychoduell“. Sie stellten die psychologische Tiefe und die moralischen Fragen, die in der Episode behandelt werden, heraus. Die Bewertung fiel positiv aus, wobei die Kritiker die Spannung und den Anspruch der Episode hervorhoben. Sie gaben für Anspruch und Action jeweils einen von drei möglichen Punkten und für Spannung zwei Punkte.
Die Rezension auf Tittelbach.tv beschreibt Das Verhör als die bislang beste Episode aus der ZDF-Krimi-Reihe Kommissarin Lucas. Die Kritik hebt hervor, dass die Episode sowohl filmische als auch reale Vorbilder hat, was auf eine tiefgehende Auseinandersetzung mit dem Thema Opfer- und Täterschutz hinweist. Die Parallelen zur realen Entführung Jakob von Metzlers und die damit verbundenen rechtlichen und moralischen Fragen werden als Kernpunkte der Episode betont.
Der Filmdienst hebt hervor, dass die Episode wichtige polizeirechtliche Probleme wie Opfer- bzw. Täterschutz thematisiert. Die Kritik betont, dass die Episode einen Wettlauf gegen die Zeit darstellt, da der entführte Junge ohne Nahrung in seinem Gefängnis sitzt. Diese dramatische und emotionale Darstellung wird als starker Aspekt der Episode gewürdigt.
Die Reaktionen des Publikums auf Kommissarin Lucas – Das Verhör waren überwiegend positiv, was sich in verschiedenen Bewertungsforen und Diskussionen widerspiegelt. Die Zuschauer lobten insbesondere die Leistung von Ulrike Kriener in der Rolle der Kommissarin Lucas und die spannende sowie emotionale Tiefe der Handlung. Die Episode wurde als ein Highlight der Serie angesehen, das die Zuschauer sowohl unterhält als auch zum Nachdenken anregt.